# Madragoa

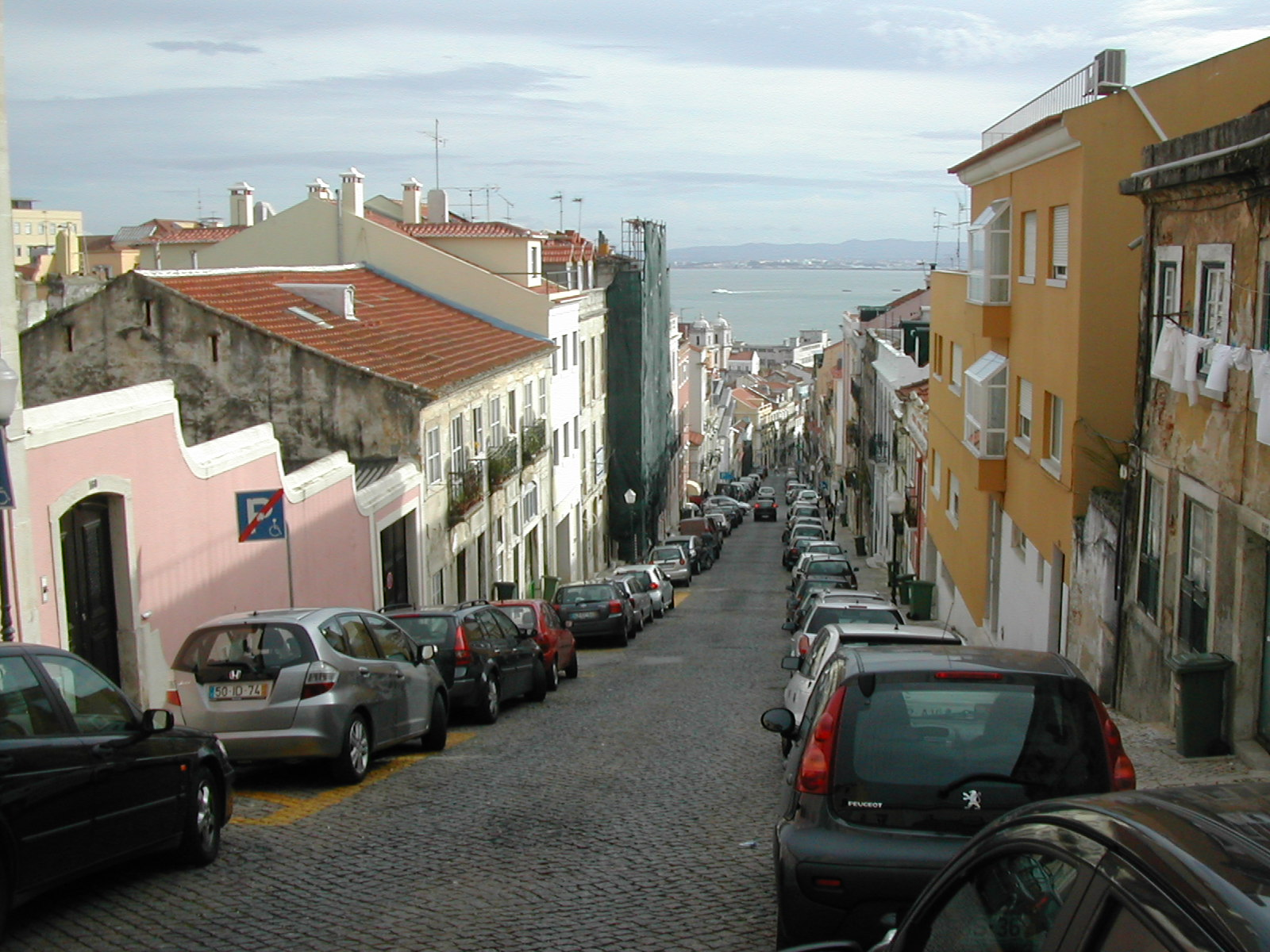
Rua de São João da Mata, en Madragoa, viéndose al fondo el estuario del Tejo

Madragoa es un barrio popular de Lisboa, junto a la desembocadura del Tajo, cuyo nombre deriva del convento de las Madres de Goa que existía en el pasado. 
La leyenda cuenta que el barrio nació de los millones de granos de arena que las gaviotas transportaron hasta allí. El origen del nombre se pierde en el tiempo. Hay quien dice que el nombre proviene del apellido de una hidalga madeirense apellidada Mandragam y otros que proviene de Madre de Goa. Antes del Terremoto, en el siglo XVII, el barrio tenía el nombre de Moçambo y no era más que una pequeña población habitada por personas de origen africano. 
En el pasado, parte del barrio fue un conglomerado de conventos y palacios donde vivían diversas congregaciones religiosas. Los trabajadores, dedicados mayoritariamente a la venta de pescado y de legumbres, fueron sin embargo, quienes dieron vida al barrio. El poeta neoclásico Filinto Elísio, nació en una de sus casas. Entre los siglos XVIII y XIX la población sufrió grandes alteraciones. En aquel tiempo mucha gente se trasladó a Lisboa. 
De entre las obras arquitectónicas del barrio, destaca el Palacio de los Duques de Aveiro, la casa de los Marqueses de Abrantes y la Embajada de Francia. Igualmente, en M. Gil Vicente dio origen al teatro portugués.